# Партизанський хрест
Партизанський Хрест (пол. Krzyż Partyzancki) — польська військова державна нагорода, що вручалась у 1945—1999 р.р. за участь у партизанському русі під час Другої Світової війни.

## Історія
Партизанський Хрест був заснований указом Ради Міністрів ПНР від 26 жовтня 1945 р., затвердженим Президіумом Крайової Ради Народової: «з метою увічнення героїчної озброєної боротьби бійців партизанських загонів з гітлерівськими окупантами за незалежність, свободу й демократію, а також з метою відзначення бойових заслуг у цій боротьбі».
У своєму статуті з 1960 р. «Партизанський Хрест» визначали як військову відзнаку, що являє собою нагороду за участь у партизанських сутичках з гітлерівськими загабниками.

## Положення
Партизанський Хрест вручався водночас організаторам, керівникам і членам партизанських загонів, що бились з німцями на території Польщі, полякам, що бились у партизанських загонах на територіях СРСР, Югославії й Франції, а також іноземним громадянам, що бились у партизанських загонах на території Польщі. Нагородження проводив Президіум Крайової Ради Народової — у порядку ухвали, з 1952 року — Державна Рада, а починаючи з 1989 року — президент Польщі. Нагородженими могли бути не тільки приватні особи, але й населені пункти — за активну участь жителів у партизанському русі.

## Опис нагороди
Знак «Партизанського Хреста» являє собою рівнобічний хрест розміром 38 × 38 мм з орнаментованою облямівкою. На аверсі посередині знаходиться зображення орла, а на променях хреста напис: ZA — POLSKĘ — WOLNOŚĆ — i LUD («За — Польщу — Свободу — і Народ»). На реверсі на горизонтальних променях напис PARTYZANTOM («Партизанам»), на верхньому вертикальному промені дата «1939», на нижньому — «1945».
Хрест виконаний з позолоченої бронзи. Стрічка й планка — темнозеленого кольору, 35 мм завширшки, з чорними смужками шириною 7 мм по боках, розташованими у 2 мм від крайок. Автор проекту відзнаки невідомий.

## Нагороджені

### Особи
Див. також категорію «Нагороджені Партизанським Хрестом»
Перше нагородження відбулось постановою Президіуму Крайової Ради Народової, ухваленою на засіданні від 12 червня 1946 року. У визнання великих заслуг, здійснених під час навали Німеччини 1939—1945 років при організуванні партизанських загонів і проведенні безперервної боротьби зі загарбниками, Партизанським Хрестом були нагороджені 8 осіб:
1. Міхал Роля-Жимерський, маршал Польщі
2. Едвард Осубка-Моравський, голова Ради Міністрів
3. Владислав Гомулка, польський партійний і державний діяч
4. Францишек Юзьв'як (Franciszek Jóźwiak), партійний діяч
5. Маріан Спихальський, маршал Польщі
6. Александр Завадський, державний діяч
7. Владислав Ковальський, міністр культури й мистецтва
8. Юзеф Циранкевич, партійний і державний діяч[4]

### Населені пункти, нагороджені Партизанським Хрестом
- Бучковіце — село в Бельському повіті Сілезького воєводства (1972)
- Канюв — село в Бельському повіті Сілезького воєводства (1972)
- Крочице — село в Заверцянському повіті Сілезького воєводства (1972)
- Лендзіни — місто у Тиському повіті (зараз — у Берунсько-Лендзінському) Сілезького воєводства (1972)
- Мстув — село у Ченстоховському повіті Сілезького воєводства (1972)
- Огродзенець — місто в Заверцянському повіті Сілезького воєводства (1972)
- Бренна — село в Цешиньському повіті Сілезького воєводства
- Ружанець — село в Білгорайському повіті Люблінського воєводства (7 травня 1980 р.)
- Казімежа-Велька — місто в Казімерському повіті Свентокшиського воєводства (1985)